# برادران خونی (کمیک)
برادران خونی (به انگلیسی: Blood Brothers) دو شخصیت تخیلی و ابرتبه‌کارانه در کتاب‌های کامیک می‌باشند. این کاراکترها به دست مارک فردریک و جیم استرالین خلق شده و در مرد آهنی شماره ۵۵ام (فوریه ۱۹۷۳) معرفی شدند.
جدا از کتاب‌های کامیک، شرکت مارول از برادران خونی در دیگر کالاهای خود از جمله پوشاک، اسباب‌بازی، ورق بازی، انیمیشن‌های تلویزیونی و بازی‌های رایانه‌ای استفاده کرده‌است.